# Benjamin Schmideg
Benjamin Schmideg (* 12. Juni 1986 in Victoria) ist ein australischer Schauspieler.
Er spielte in der australischen und deutschen Fernsehserie Total Genial die Rolle des tollpatschigen Russell Skinner. Außerdem wirkte er in weiteren australischen Reihen mit. Auch in Werbespots und dem Spielfilm Takeaway war er zu sehen.